# Boechera rubicundula
Boechera rubicundula là một loài thực vật có hoa trong họ Cải. Loài này được (Jeps.) Windham & Al-Shehbaz mô tả khoa học đầu tiên năm 2007.